# David Corenswet
David Packard Corenswet (Filadelfia, 8 luglio 1993) è un attore statunitense.

## Biografia

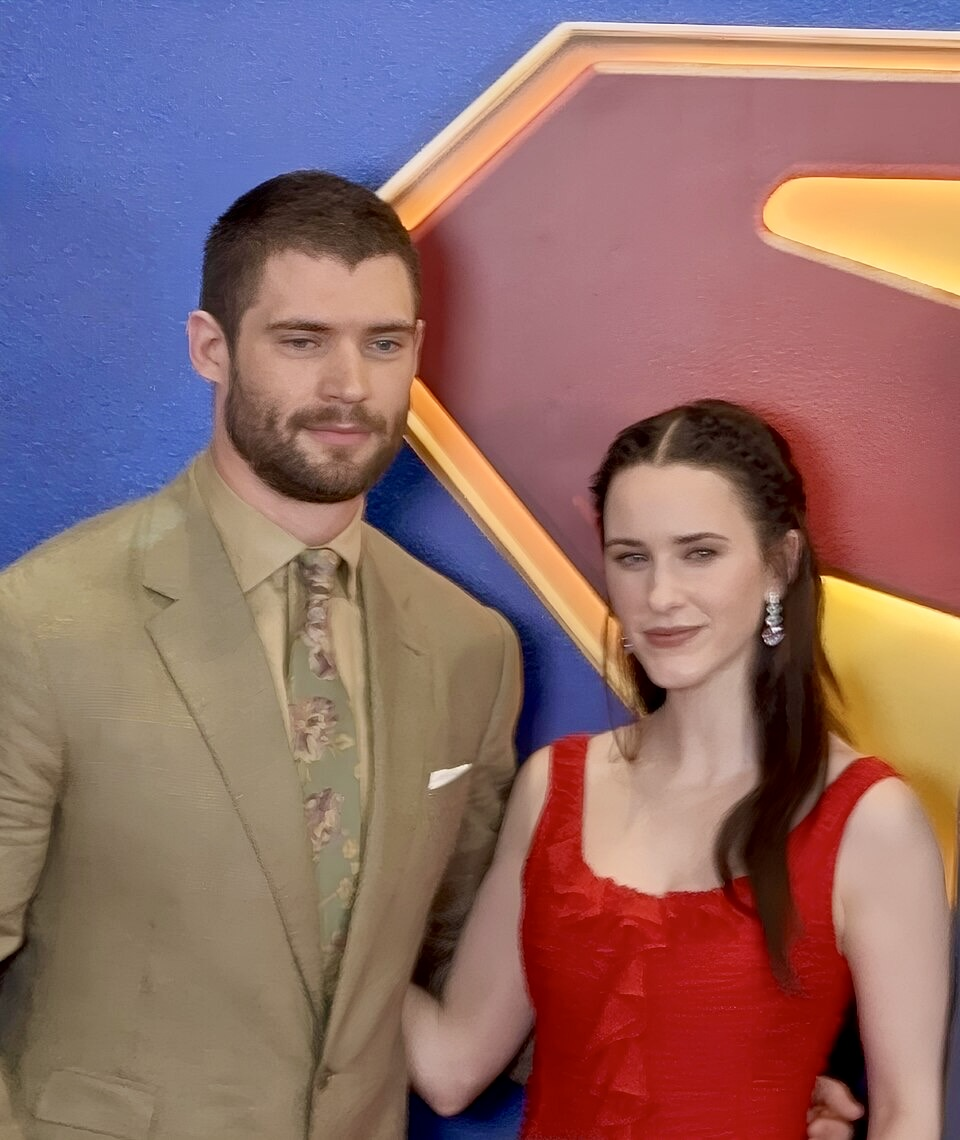
Corenswet con la sua co-protagonista di Superman, Rachel Brosnahan, a un evento per i fan a Manila nel 2025.

Corenswet è nato e cresciuto a Filadelfia, da genitori avvocati. Suo padre, John Corenswet, proveniva da un'importante famiglia ebrea di New Orleans e lavorò come attore teatrale a New York City per molti anni prima di diventare avvocato. Ha una sorella maggiore, Amy. Corenswet si è laureato alla Shipley School e ha conseguito un Bachelor of Fine Arts in recitazione nel 2016 presso la Juilliard School di New York City. Ha fatto domanda ed è stato accettato alla Juilliard mentre era ancora una matricola all'Università della Pennsylvania.
Dopo aver preso parte a diversi spettacoli teatrali professionali da bambino, ottiene, nel 2011, il suo primo ruolo di rilievo nel lungometraggio Following Chase. Negli anni successivi è apparso come guest star in diverse serie televisive tra cui Instinct, Elementary e House of Cards - Gli intrighi del potere. Nel 2019 ottiene il ruolo di River Barkley nella serie televisiva originale Netflix The Politician (2019-2020), ideata da Ryan Murphy, Brad Falchuk e Ian Brennan. Nel 2020 entra nel cast della miniserie televisiva Hollywood (2020), ideata sempre da Murphy e Brennan, interpretando Jack Castello, un aspirante attore nella Hollywood del secondo dopoguerra.
Nel 2022 ha recitato nei film Linee parallele e Pearl e nella miniserie della HBO We Own This City. Nel giugno 2023 viene scelto come nuovo interprete di Superman nell'omonimo film del 2025, primo capitolo del nuovo universo cinematografico DC.

## Vita privata
Nel marzo 2023, Corenswet e sua moglie, Julia Best Warner, si sono sposati presso la Chiesa dell'Immacolata Concezione a New Orleans. È stata una cerimonia nuziale interreligiosa che ha incluso sia le tradizioni cattoliche da lei seguite sia quelle ebraiche da lui seguite, ed è stata officiata da un prete e da un rabbino. Hanno una figlia e, a partire da aprile 2025, si sono trasferiti nuovamente in Pennsylvania per crescerla.

## Filmografia

### Attore

#### Cinema
- Following Chase, regia di Greg Koorhan - cortometraggio (2011)
- Affairs of State - Intrighi di Stato, regia di Eric Bross (2018)
- The Sunlit Night, regia di David Wnendt (2019)
- Project Pay Day, regia di Greg Koorhan (2019)
- Linee parallele (Look Both Ways), regia di Wanuri Kahiu (2022)
- Pearl, regia di Ti West (2022)
- Twisters, regia di Lee Isaac Chung (2024)
- Superman, regia di James Gunn (2025) – Clark Kent / Superman

#### Televisione
- One Bad Choice – serie TV, episodio 1x10 (2017)
- Moe & Jerryweather – serie TV, 17 episodi (2014-2016)
- Elementary – serie TV, episodio 5x19 (2017)
- The Tap - serie TV (2017)
- Controversy, regia di Glenn Ficarra e John Requa - film TV (2017)
- Instinct – serie TV, episodio 1x12 (2018)
- House of Cards - Gli intrighi del potere (House of Cards) – serie TV, episodio 6x07 (2018)
- The Politician – serie TV, 11 episodi (2019-2020)
- Hollywood – miniserie TV, 7 episodi (2020)
- Acting for a Cause - serie TV, episodio 2x01 (2020)
- We Own This City - Potere e corruzione (We Own This City), regia di Reinaldo Marcus Green - miniserie TV, 6 episodi (2022)

### Doppiatore
- Journey 3000: An Interactive Audio Adventure - videogioco (2020) - Narratore

## Riconoscimenti
- Black Reel Award for Television
  - 2020 - Candidatura al miglior film per la televisione o miniserie televisiva per Hollywood

- Pena de Prata
  - 2022 - Candidatura al miglior cast in una serie o miniserie per We Own This City

## Doppiatori italiani
Nelle versioni in italiano delle opere in cui ha recitato, David Corenswet è stato doppiato da:
- Emanuele Ruzza in Hollywood, We Own This City - Potere e corruzione, Pearl, La donna del lago, Twisters, Superman
- Alessio Puccio in Affairs of State - Intrighi di Stato
- Alessandro Campaiola in House of Cards - Gli intrighi del potere
- Stefano Dori in The Politician
- Luca Mannocci in Linee Parallele